# Ocenebrinae
Sous-famille
Les Ocenebrinae sont une sous-famille de mollusques gastéropodes marins ou d'eau saumâtre de la famille des Muricidae.

## Liste des genres
Selon World Register of Marine Species (17 janvier 2021) :
- genre Acanthina Fischer von Waldheim, 1807
- genre Acanthinucella A. H. Cooke, 1918
- genre Africanella Vermeij & Houart, 1999
- genre Argenthina Herbert & del Rio, 2005 †
- genre Austrotrophon Dall, 1902
- genre Calcitrapessa Berry, 1959
- genre Califostoma Bean & Vermeij, 2016 †
- genre Ceratostoma Herrmannsen, 1846
- genre Chicocenebra Bouchet & Houart, 1996
- genre Chorus Gray, 1847
- genre Crassilabrum Jousseaume, 1880
- genre Eupleura H. Adams & A. Adams, 1853
- genre Fenolignum Vermeij & Vokes, 1997 †
- genre Forreria Jousseaume, 1880
- genre Genkaimurex Kuroda, 1953
- genre Hadriania Bucquoy & Dautzenberg, 1882
- genre Herminespina DeVries & Vermeij, 1997 †
- genre Heteropurpura Jousseaume, 1880 †
- genre Inermicosta Jousseaume, 1880
- genre Jaton Pusch, 1837
- genre Lyropurpura Jousseaume, 1880 †
- genre Mexacanthina Marko & Vermeij, 1999
- genre Miocenebra Vokes, 1963 †
- genre Muregina Vermeij, 1998
- genre Nucella Röding, 1798
- genre Ocenebra Gray, 1847
- genre Ocenotrophon McLean, 1995
- genre Ocinebrellus Jousseaume, 1880
- genre Ocinebrina Jousseaume, 1880
- genre Paciocinebrina Houart, Vermeij & Wiedrick, 2019
- genre Poropteron Jousseaume, 1880
- genre Pteropurpura Jousseaume, 1880
- genre Pterorytis Conrad, 1863
- genre Pterynopsis E. H. Vokes, 1972 †
- genre Roperia Dall, 1898
- genre Spinucella Vermeij, 1993 †
- genre Trochia Swainson, 1840
- genre Urosalpinx Stimpson, 1865
- genre Vaughtia Houart, 1995
- genre Vokesinotus Petuch, 1988
- genre Xanthochorus P. Fischer, 1884
- genre Zacatrophon Hertlein & A. M. Strong, 1951

## Galerie

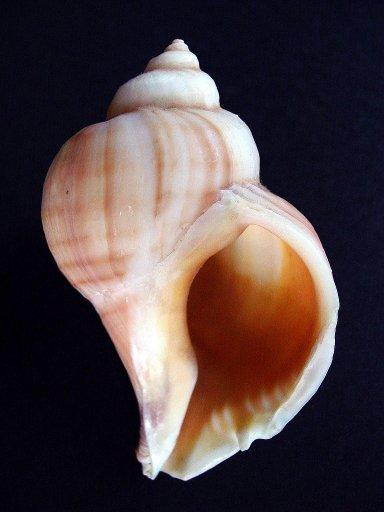
Chorus giganteus.
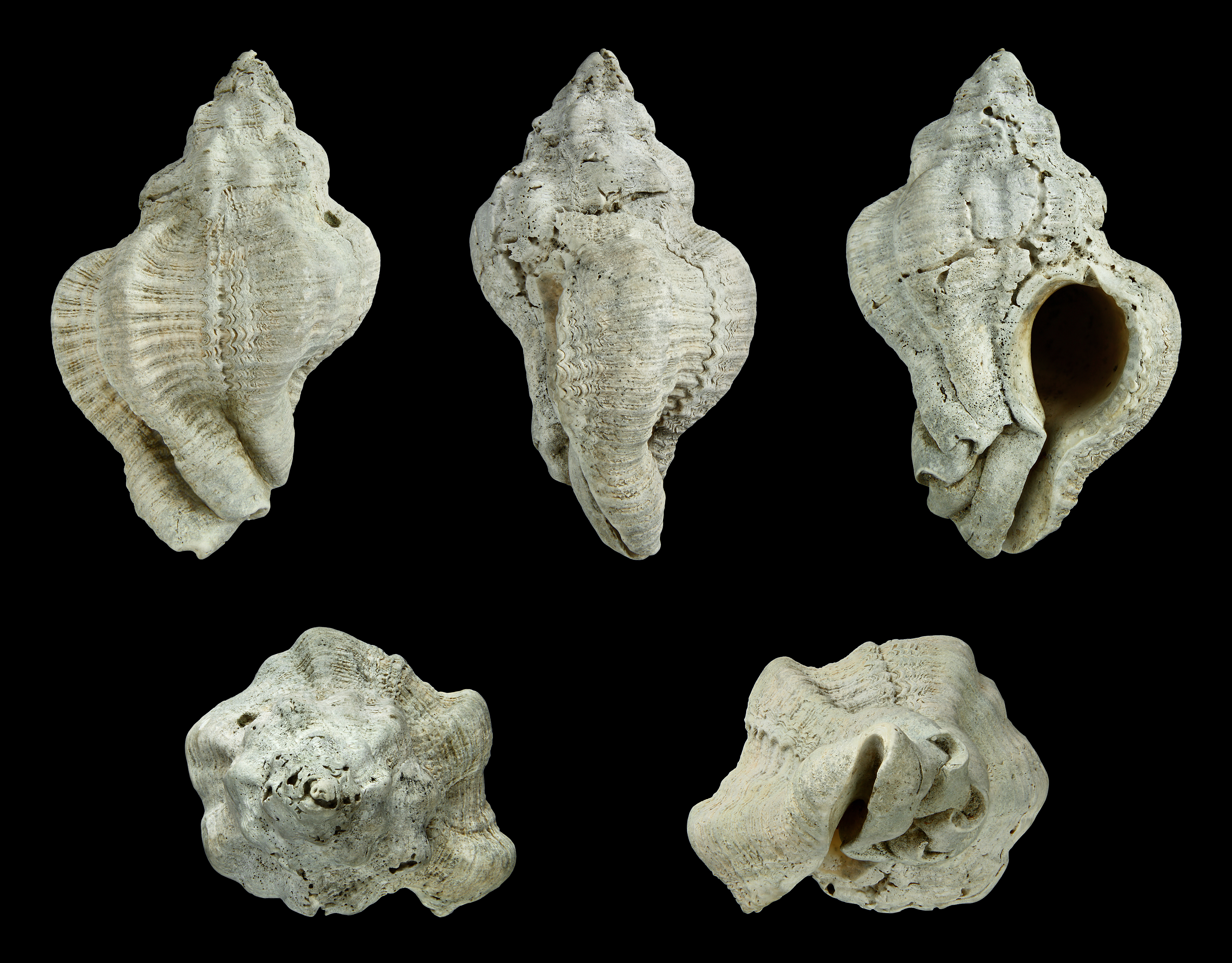
Hadriania trunculata.
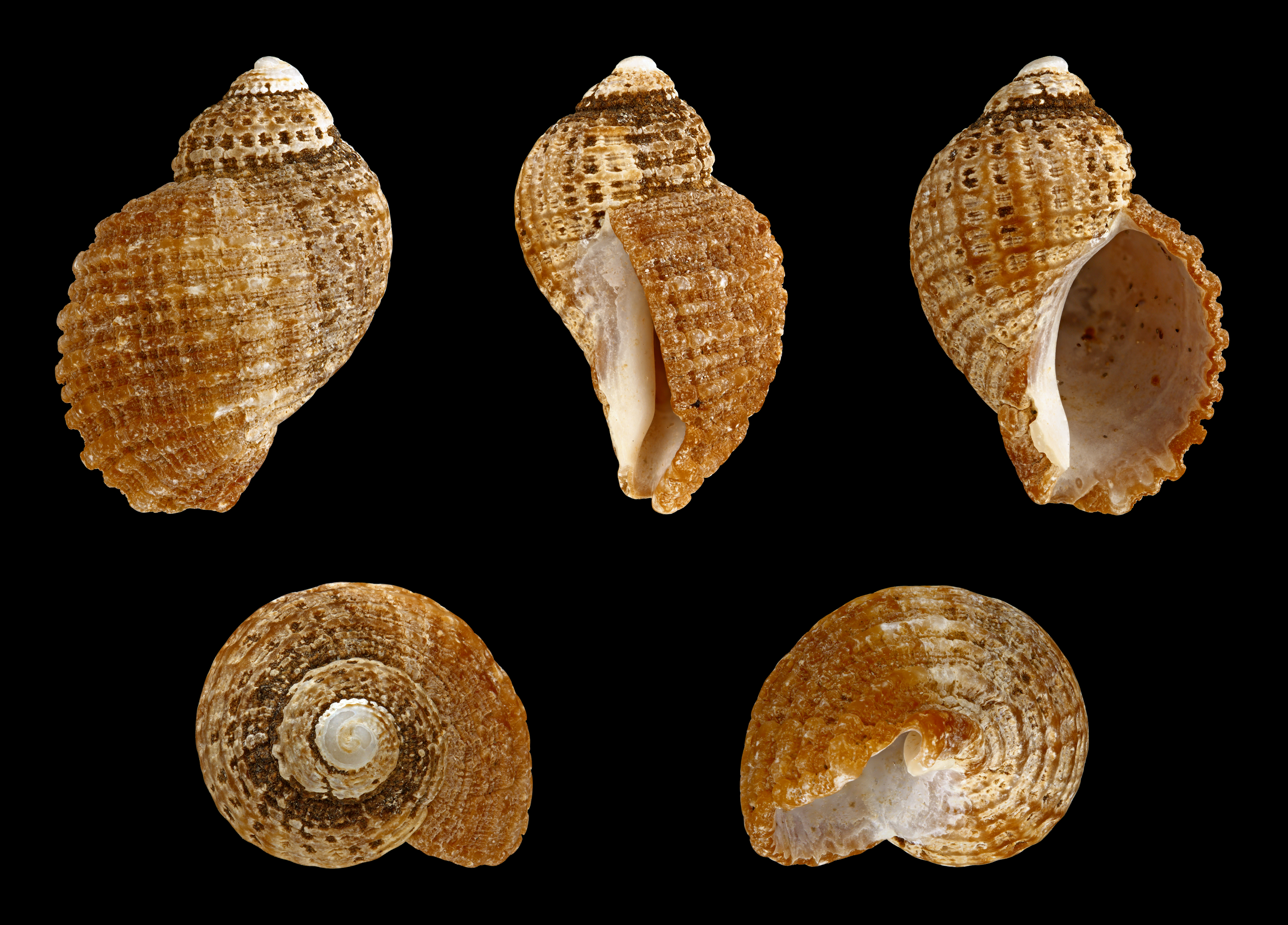
Nucella squamosa.
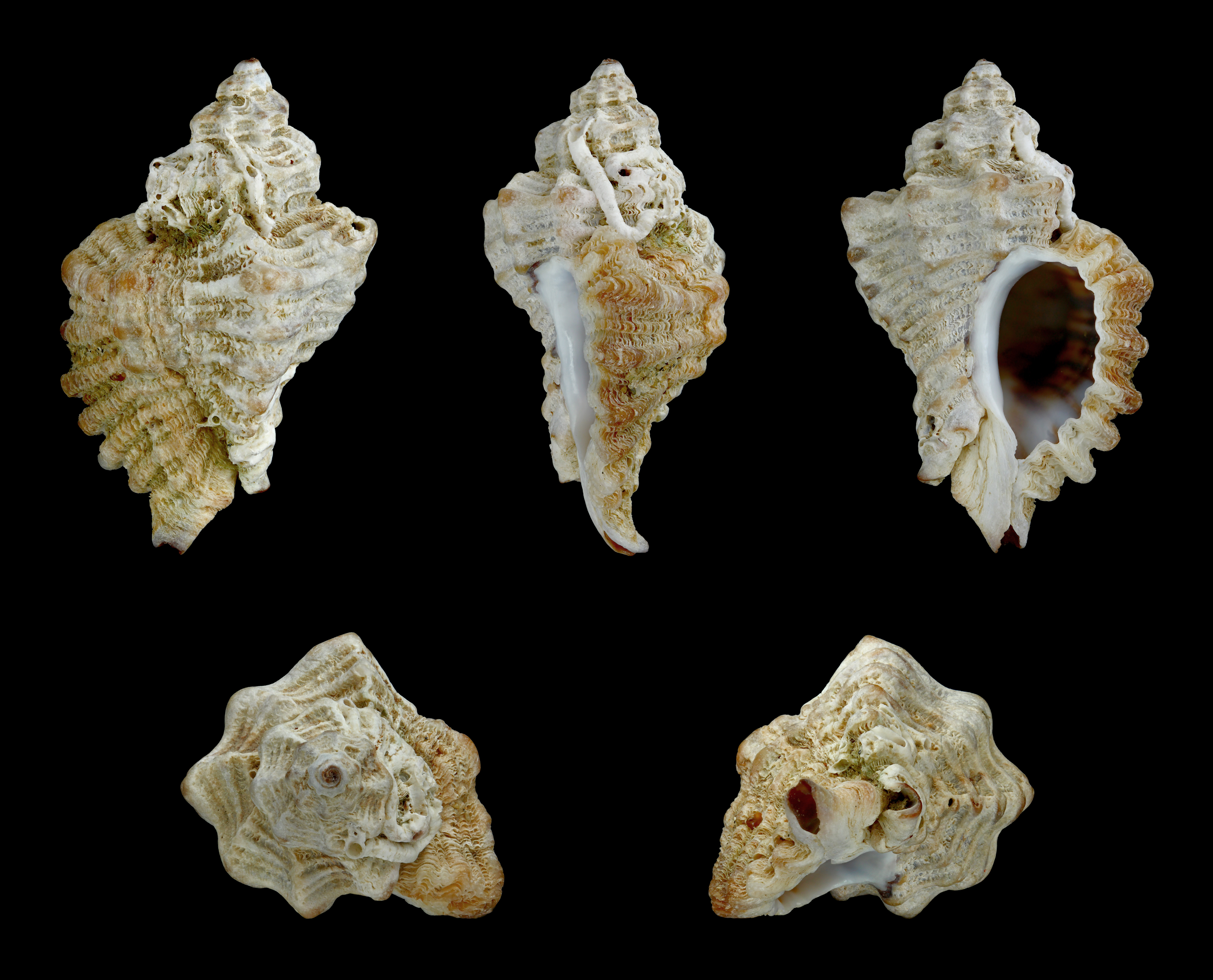
Ocenebra erinacea.
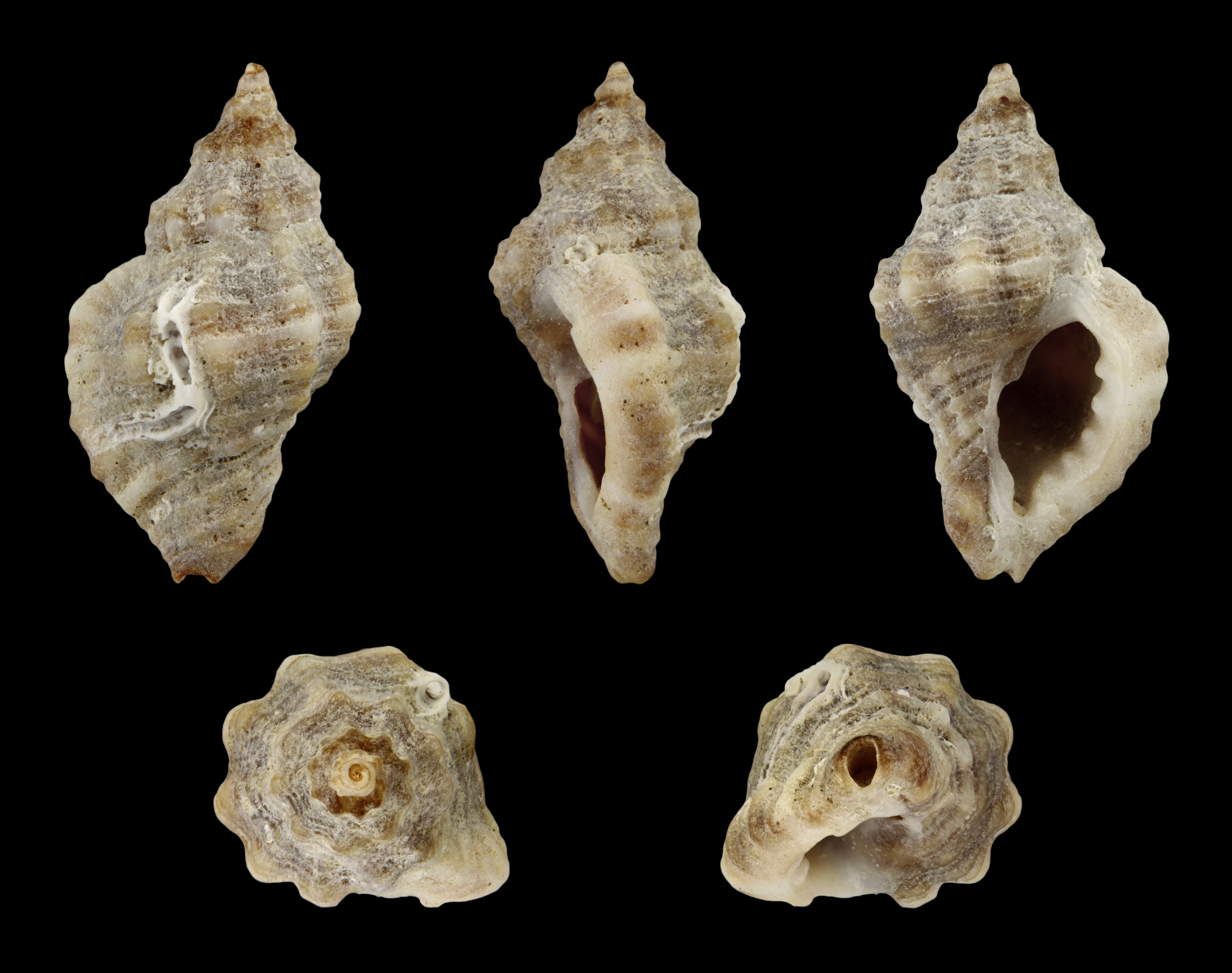
Ocinebrina edwardsii.
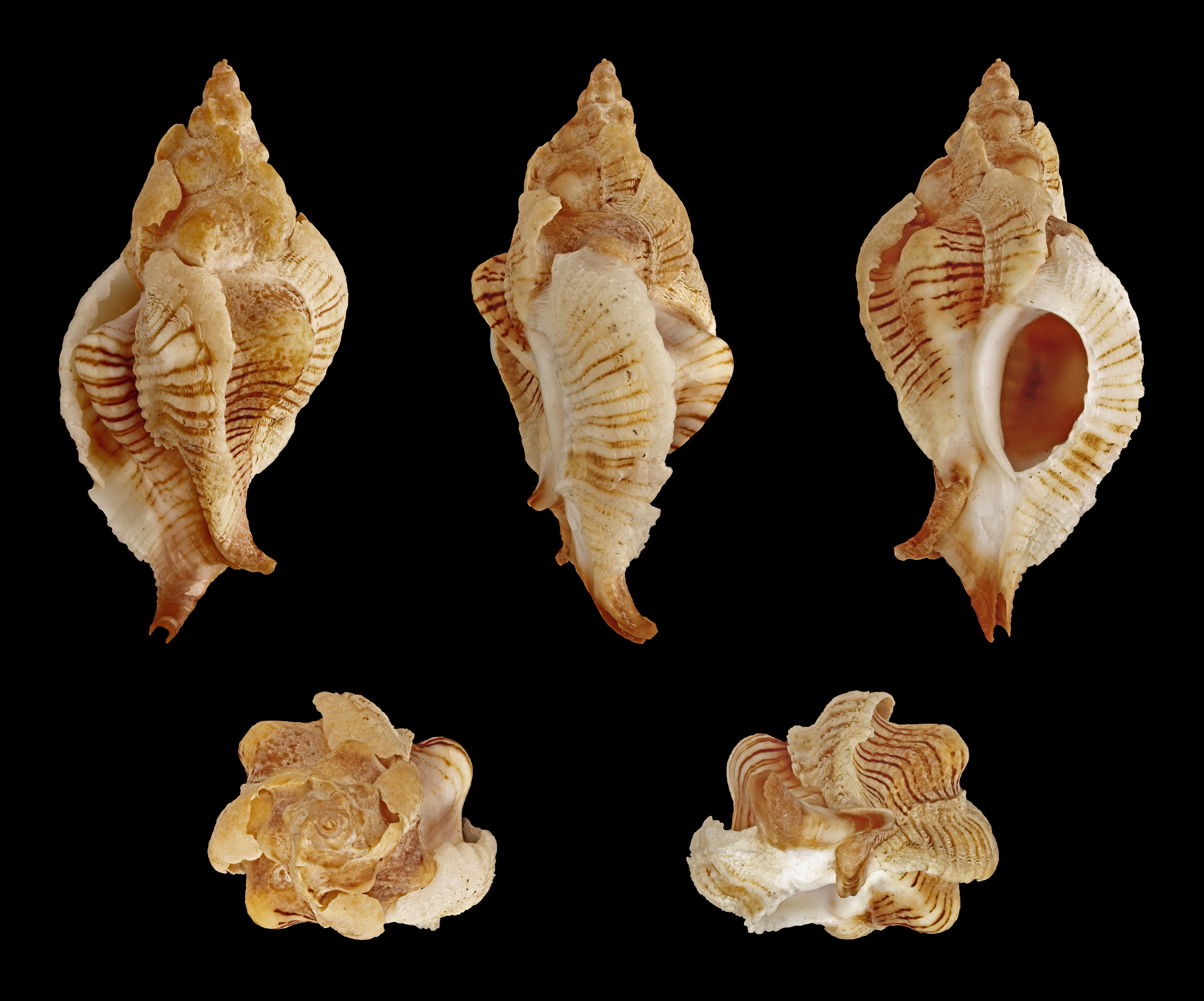
Pteropurpura festiva.
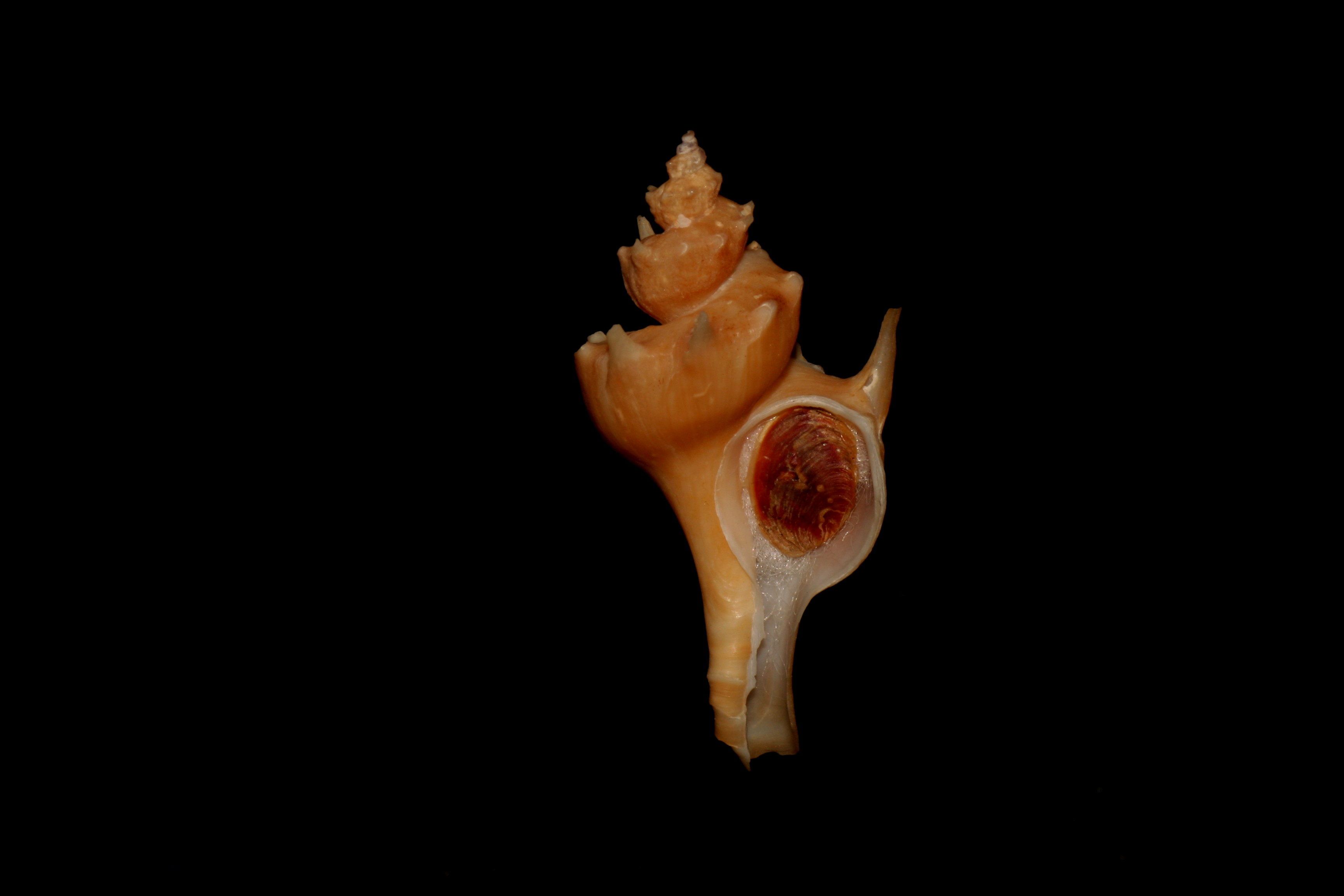
Zacatrophon beebei.
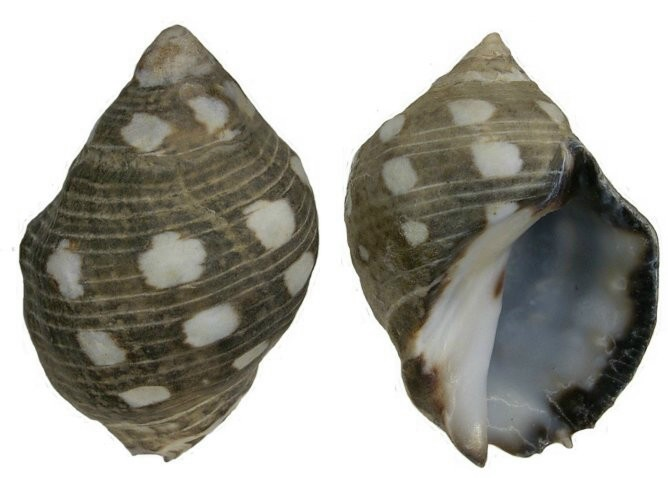
Acanthina brevidentata.
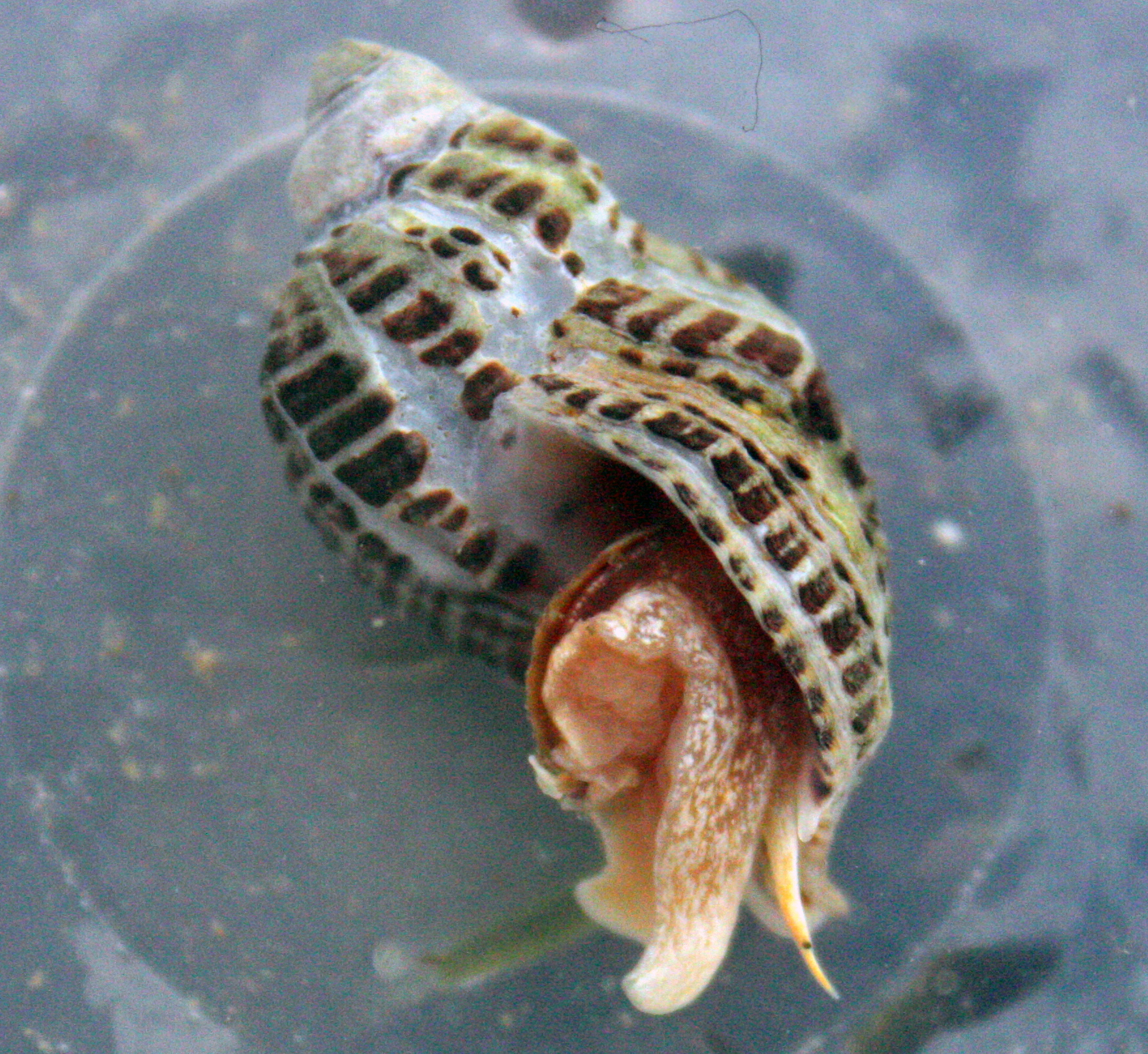
Acanthinucella spirata.
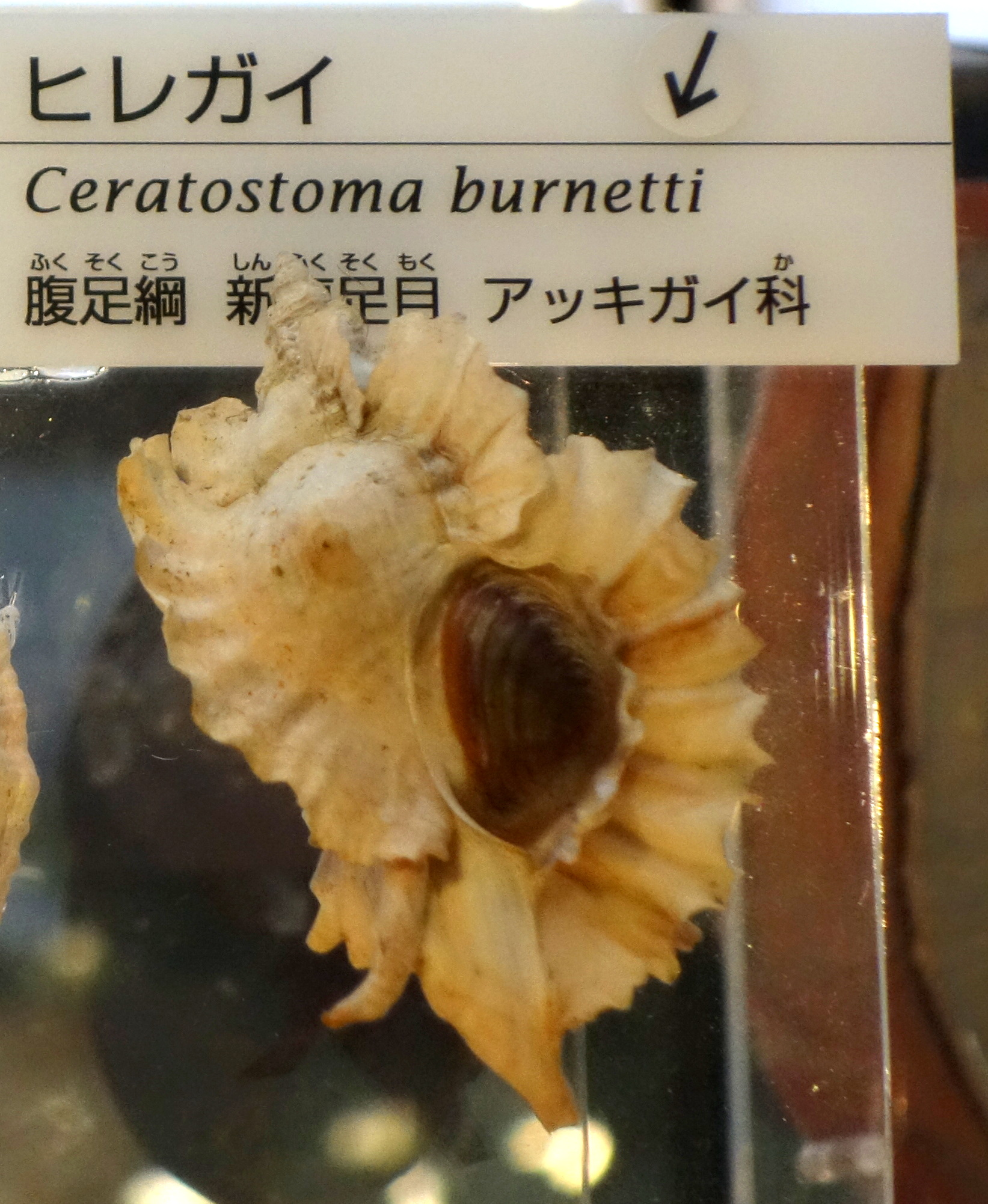
Ceratostoma burnetti.
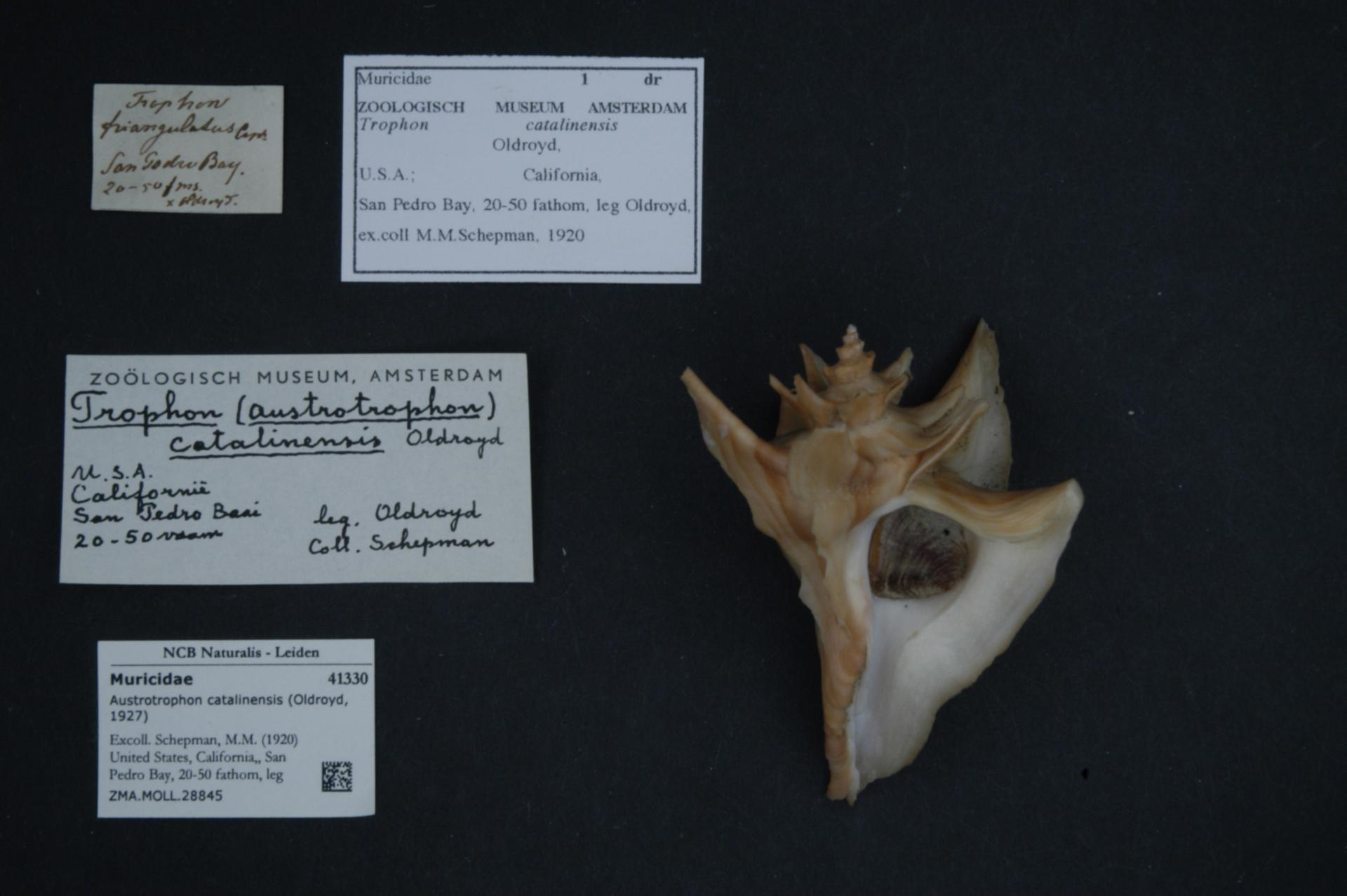
Austrotrophon catalinensis.
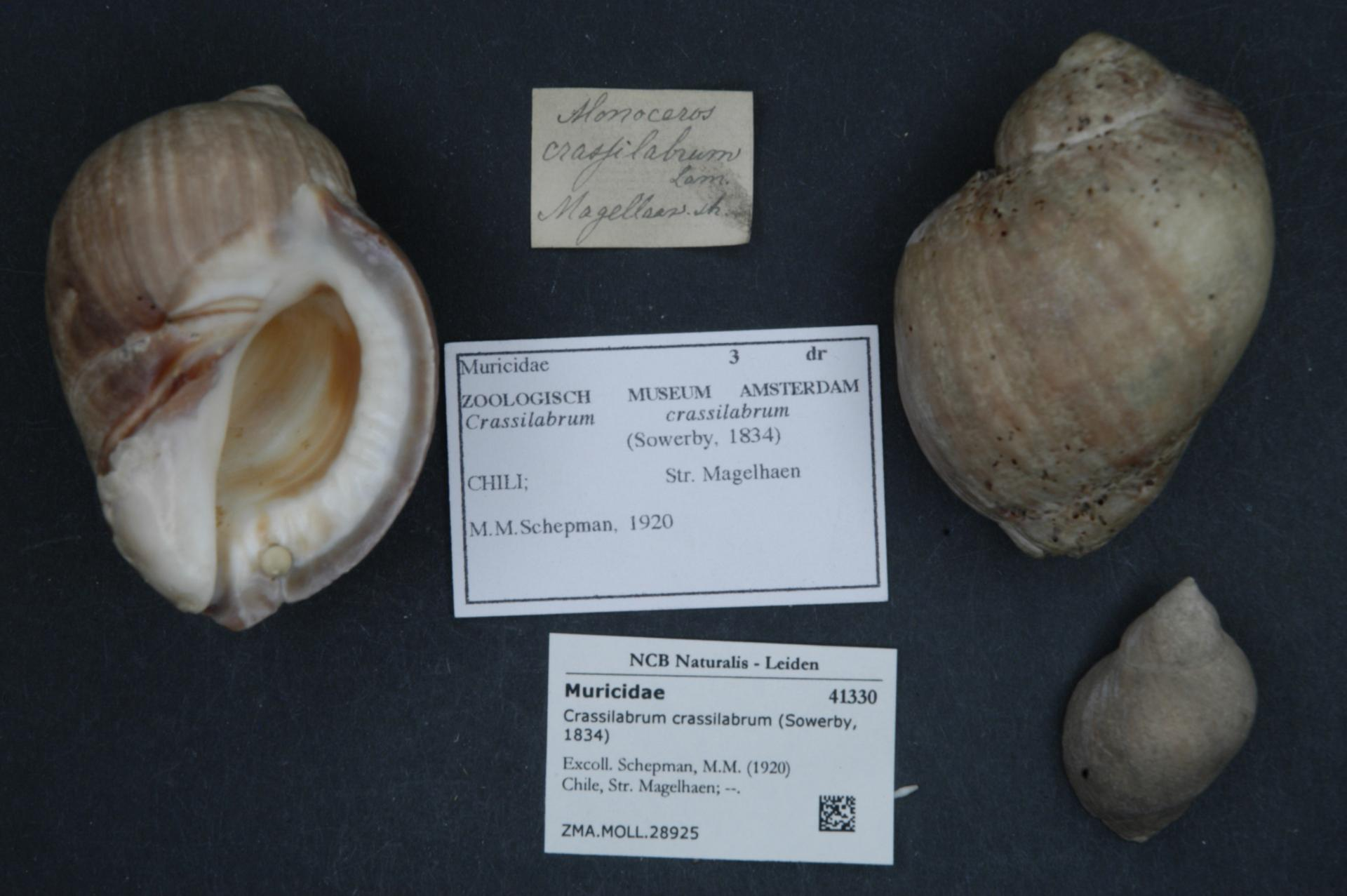
Crassilabrum crassilabrum.
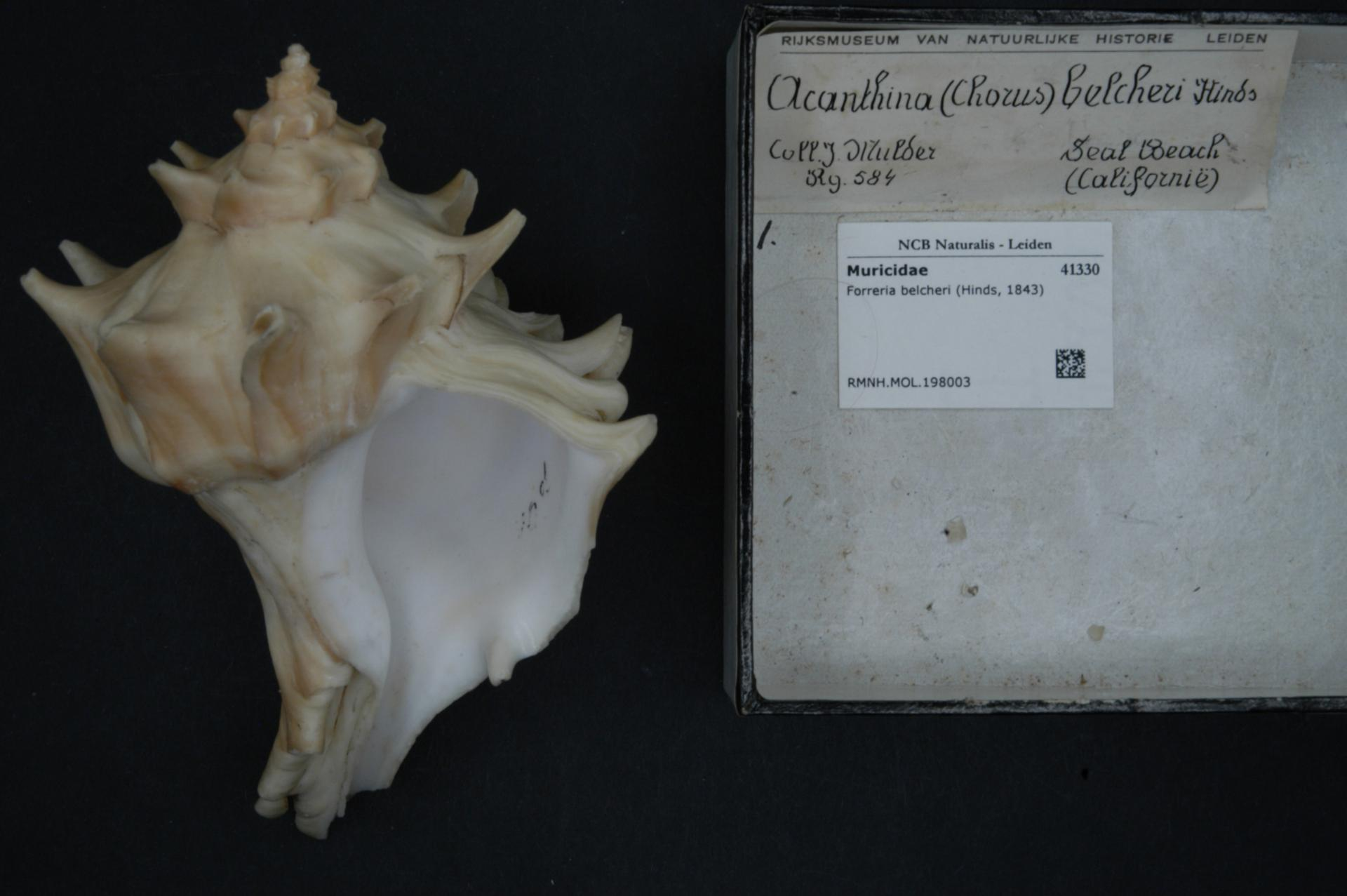
Forreria belcheri.
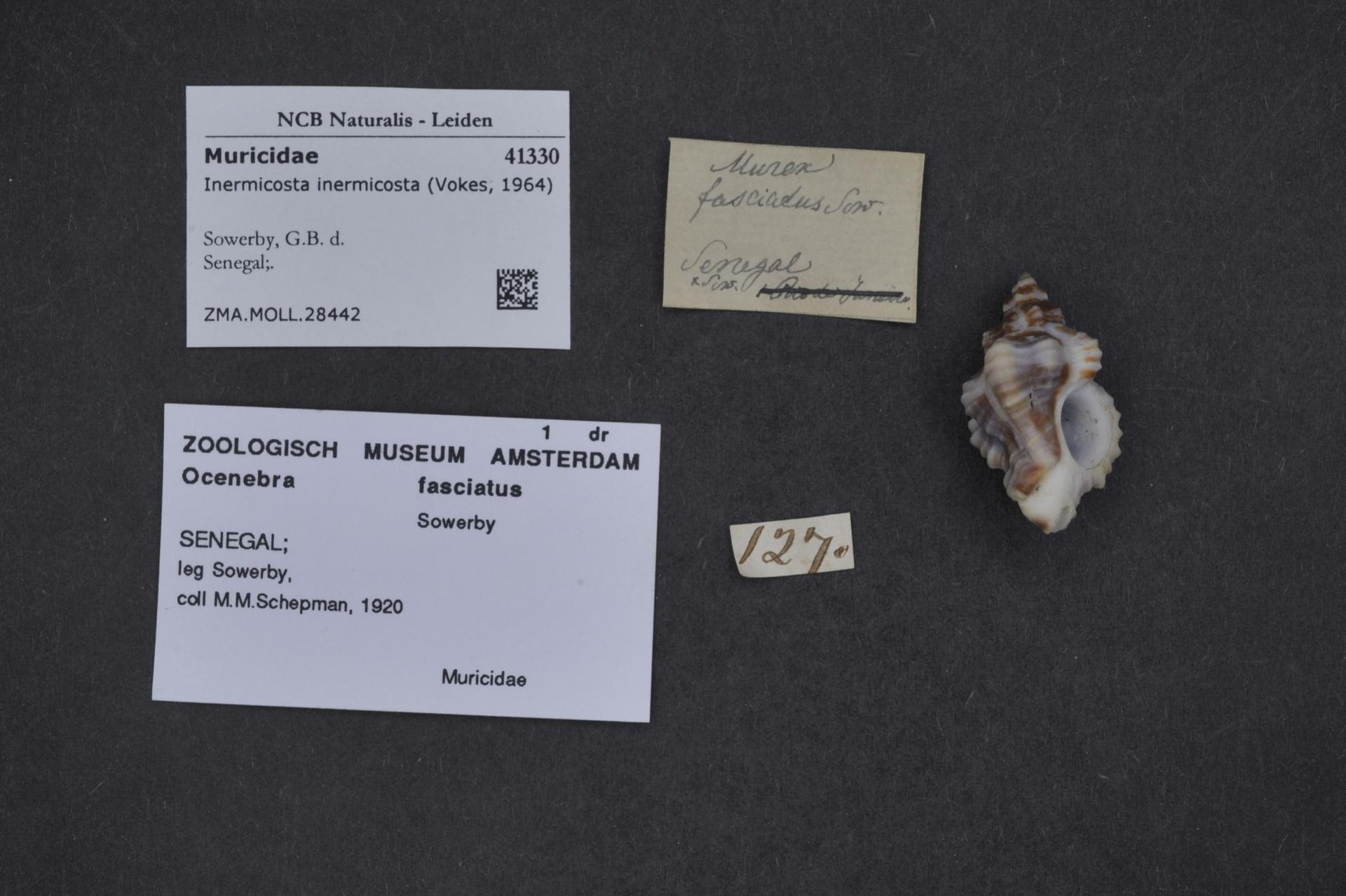
Inermicosta inermicosta.
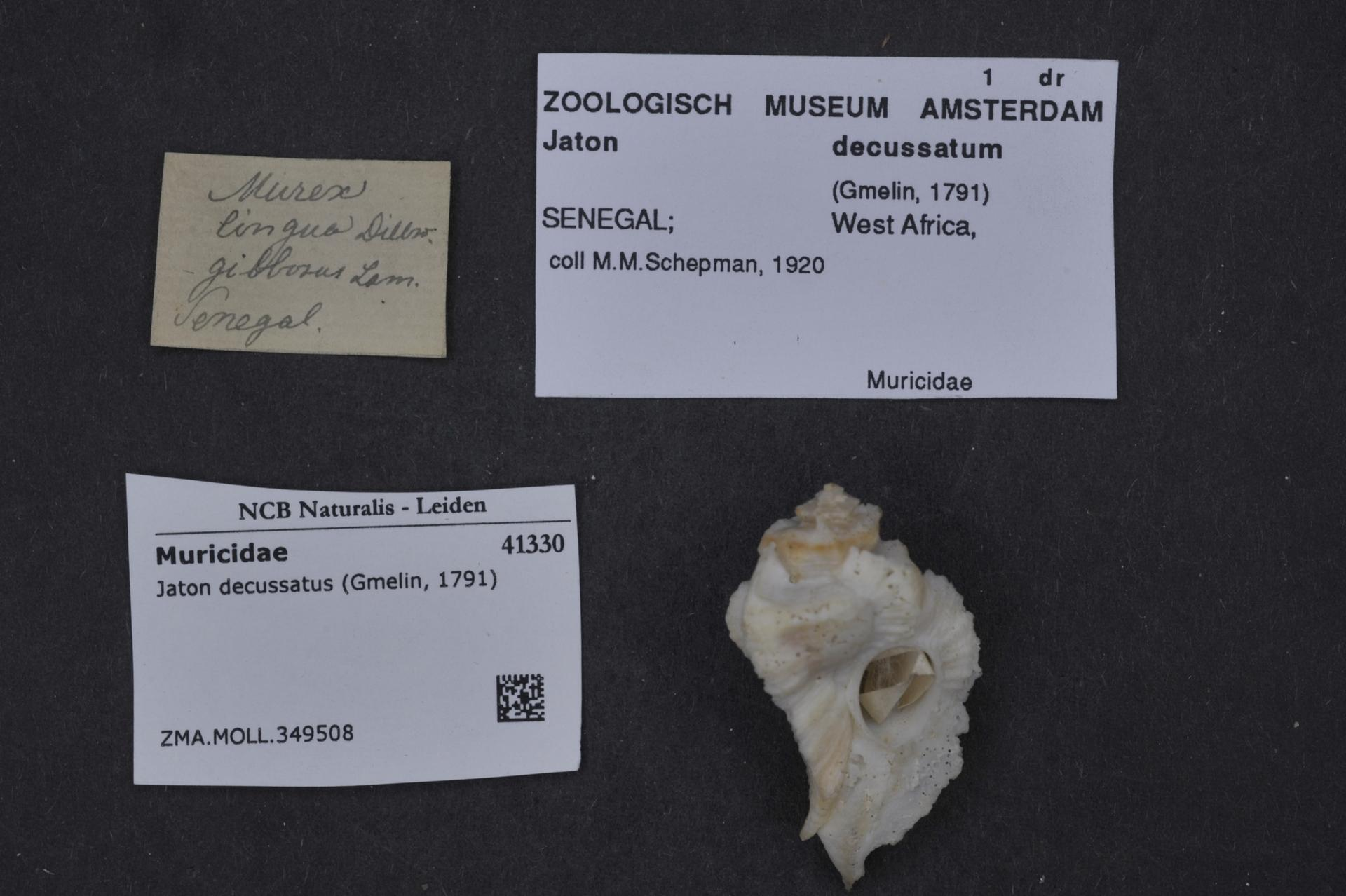
Jaton decussatus.
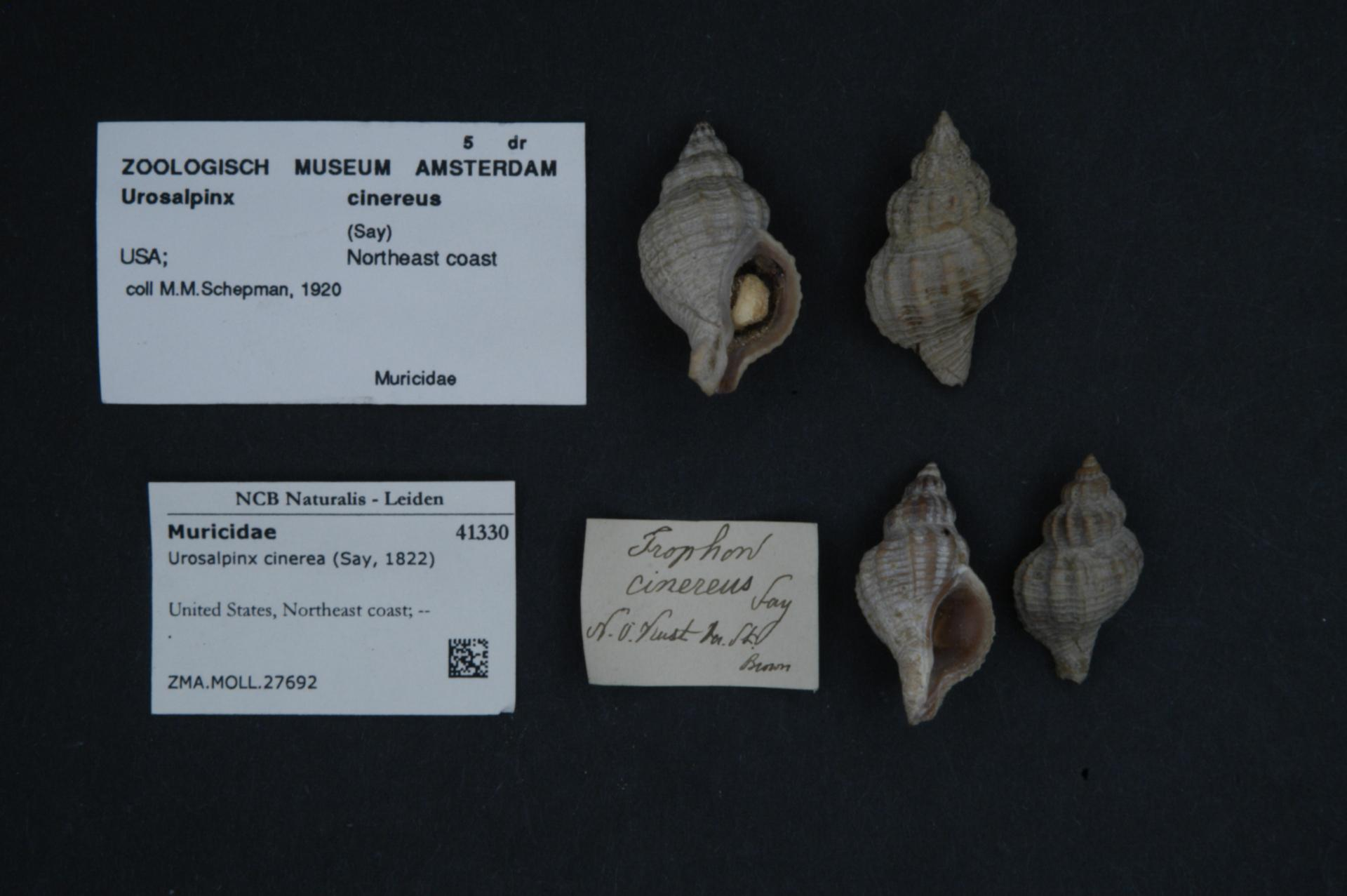
Urosalpinx cinerea.